# Barthold Jonas Beseler der Jüngere
Barthold Jonas Beseler der Jüngere (* 1. März 1764 in Rendsburg; † 29. Dezember 1814 ebenda) war ein deutscher Schlossermeister und Glockengießer.

## Leben und Wirken
Barthold Jonas Beseler der Jüngere war ein Sohn des Glockengießers Barthold Jonas Beseler der Ältere und dessen zweiter Ehefrau Anna Elisabeth, geborene Wommelsdorff. Der Vater hatte in Rendsburg eine Gießerei gegründet, in der er Glocken und Geschütze goss. Sein Bruder Cay Hartwig Beseler wurde ein bekannter Deichgraf.
Beseler der Jüngere arbeitete in der väterlichen Gießerei mit und übernahm aufgrund des hohen Alters des Vaters deren Leitung. Am 1. Januar 1789 übernahm er die Hütte selbst. Am 15. Oktober 1790 bekam er ein eigenes königlich dänisches Glockengießer-Privileg.
Beseler der Jüngere war seit dem 25. Dezember 1788 verheiratet mit Anna Elisabeth Dose (* um 1769; † 20. Januar 1806). Das Ehepaar bekam neun Kinder. Der Sohn Barthold Christian übernahm 1809 die Leitung der Hütte. Der Sohn Jakob Friedrich führte später die Tradition der Glockengießerfamilie Beseler fort.